# نووو هودژووو
نووو هودژووو (به بلغاری: Novo Hodzhovo) یک منطقهٔ مسکونی در بلغارستان است که در ساندانسکی واقع شده‌است.